# Pfarrkirche St. Margarethen ob Töllerberg

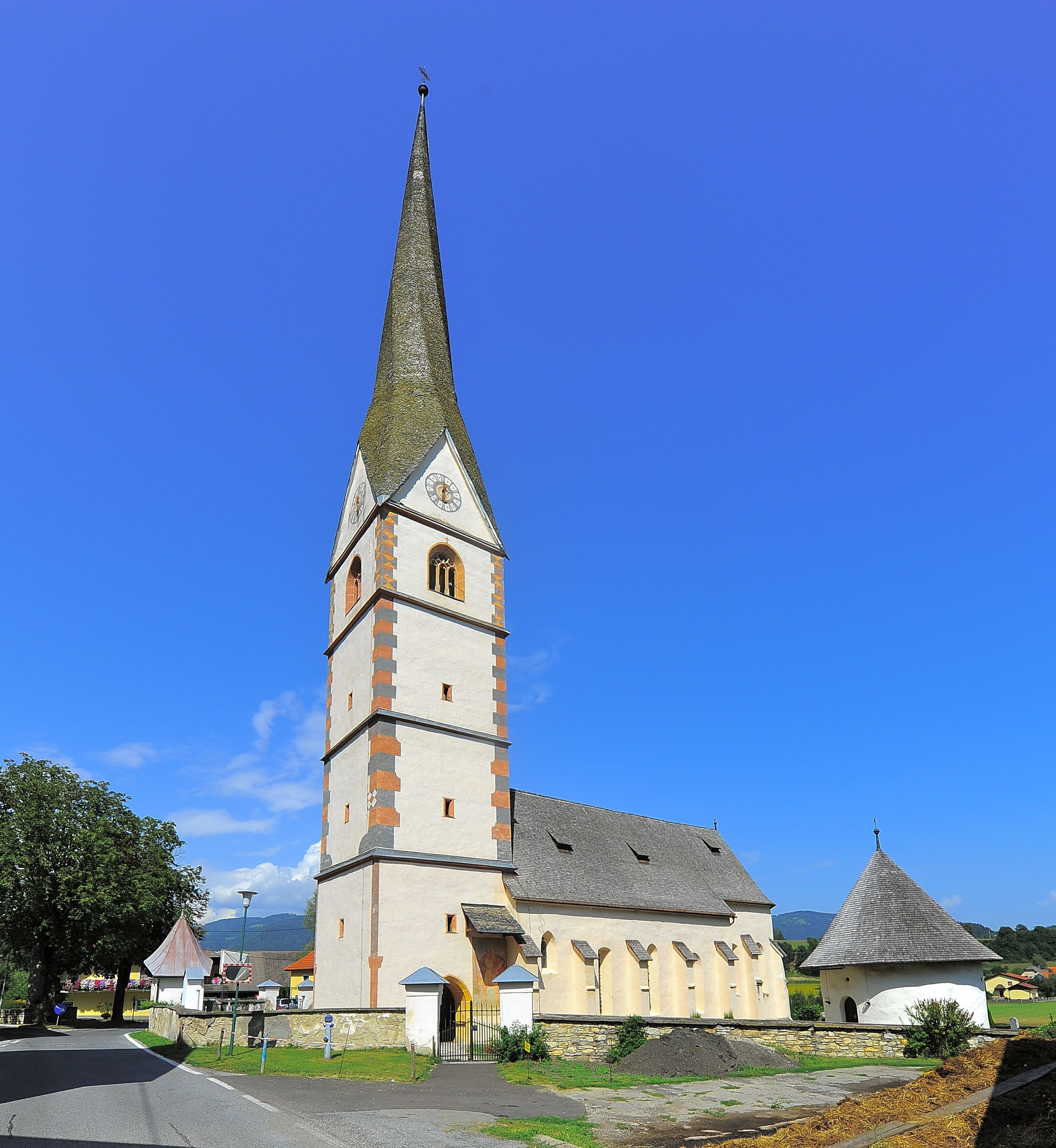
Katholische Pfarrkirche hl. Margaretha in St. Margarethen ob Töllerberg

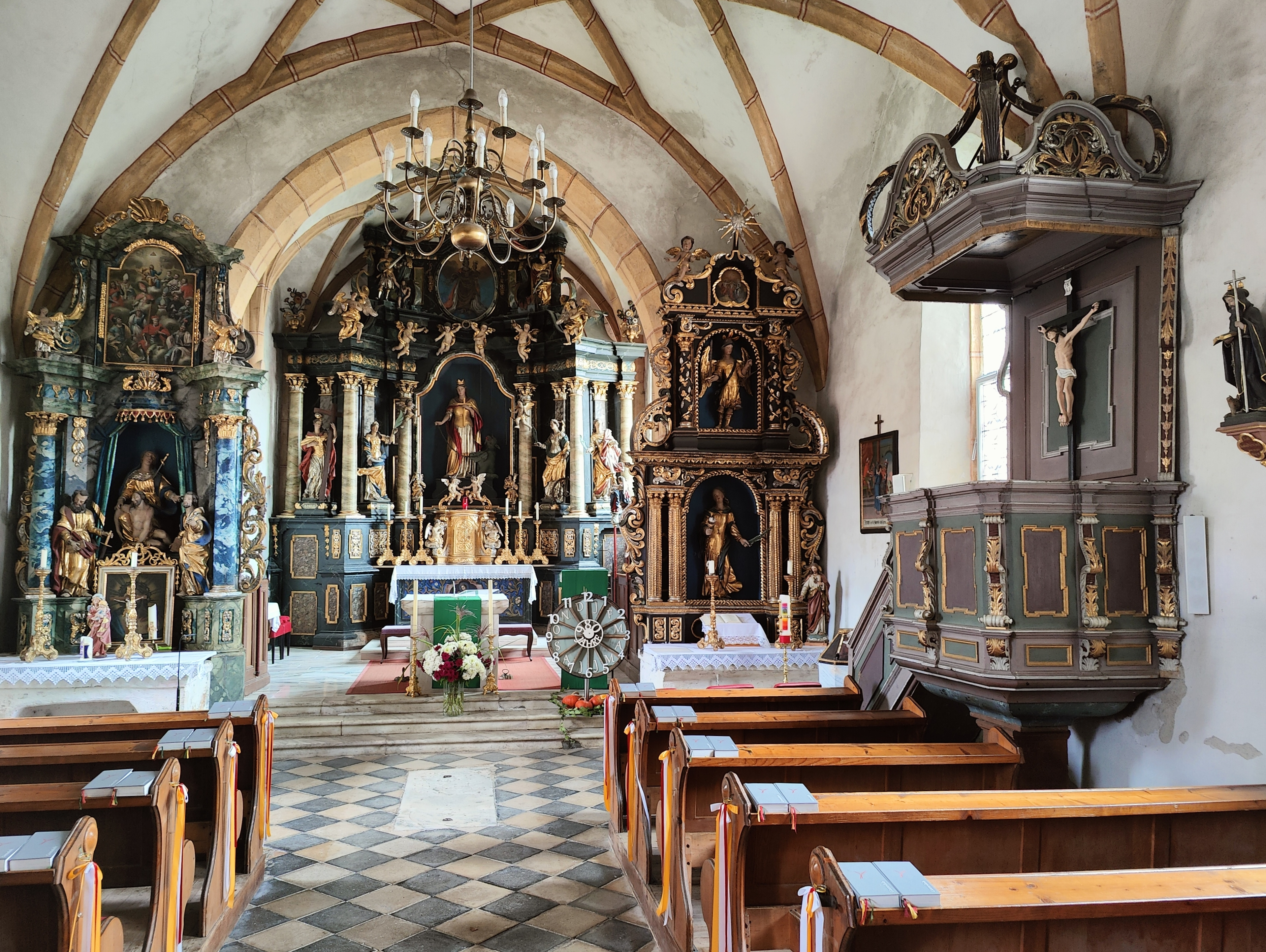
Innenraum mit Blick zum Chor

Die römisch-katholische Pfarrkirche St. Margarethen ob Töllerberg steht in der Ortschaft St. Margarethen ob Töllerberg der Stadtgemeinde Völkermarkt im Bezirk Völkermarkt in Kärnten. Die dem Patrozinium der Heiligen Margareta von Antiochia unterstellte Kirche gehört zum Dekanat Völkermarkt/Velikovec in der Diözese Gurk-Klagenfurt. Die Kirche steht unter Denkmalschutz (Listeneintrag).

## Geschichte
Der im Kern romanische Kirchenbau wurde im frühen 16. Jahrhundert stark verändert, das Traufgesims am Chor nennt mit einem Steinmetzzeichen PS 1538.

## Architektur
Das Kirchenäußere zeigt am Langhaus und am leicht eingezogenen Chor zweistufige Strebepfeiler. An der Chornordseite steht der Sakristeianbau. Der mächtige vorgestellte viergeschoßige Westturm trägt einen achtseitigen gedrehten Spitzhelm, die dreiteiligen Schallöffnungen haben Maßwerk. Das Westportal hat ein Tympanon mit Blendmaßwerk. Die Dächer sind mit Steinplatten gedeckt.
Die Südfassade zeigt die Seccomalerei hl. Christophorus um 1900.
Das Kircheninnere zeigt die Turmvorhalle mit einem Sternrippengewölbe, das vierjoche Langhaus hat ein Netzrippengewölbe auf Konsolen, die Westempore ist netzrippenunterwölbt. Der eingezogene Triumphbogen ist spitzbogig. Der einjochige Chor mit einem Fünfachtelschluss mit einem Netzrippengewölbe, eine Konsole nennt mit PS 1538 den Meister der Pfarrkirche St. Georgen am Weinberg, im Süden gibt es ein einfaches Maßwerkfenster.
Im Chorgewölbe gibt es Rankenmalerei aus dem späten 16. Jahrhundert.

## Einrichtung
Der barocke Hochaltar mit Opfergangsportalen den ganzen Chorschluss ausfüllend entstand im ersten Viertel des 18. Jahrhunderts, er trägt mittig die Figur hl. Margaretha mit dem Drachen um 1880 und zwischen vorgestellten Säulen die Figuren der Heiligen Helena, Lucia, Katharina und Apollonia aus dem frühen 18. Jahrhundert.
Der linke Seitenaltar aus dem ersten Viertel des 18. Jahrhunderts trägt eine Pietà. Der rechte Seitenaltar um 1760 als Ädikula mit gekuppelten Doppelsäulen über einem kleinen Sockel, er hat gesprengte Segmentgiebel und eine kleine Ädikula als Aufsatz, er trägt die Figur hl. Barbara und im Aufsatz hl. Michael und in der Bekrönung das Bild Mariä Krönung.
Eine Glocke nennt Urban Fiering 1525.

## Grabdenkmäler
Außen
- An der nördlichen Außenwand befindet sich ein römerzeitliches Grabfragment zu C. Valentinius Crispus.
- Rechts neben dem Portal befindet sich ein manieristischer Grabstein mit einer Ganzfigur zu Felix Victor Rauber zu Reinegg und Obertrixen gestorben 1590.